# Buńczuk

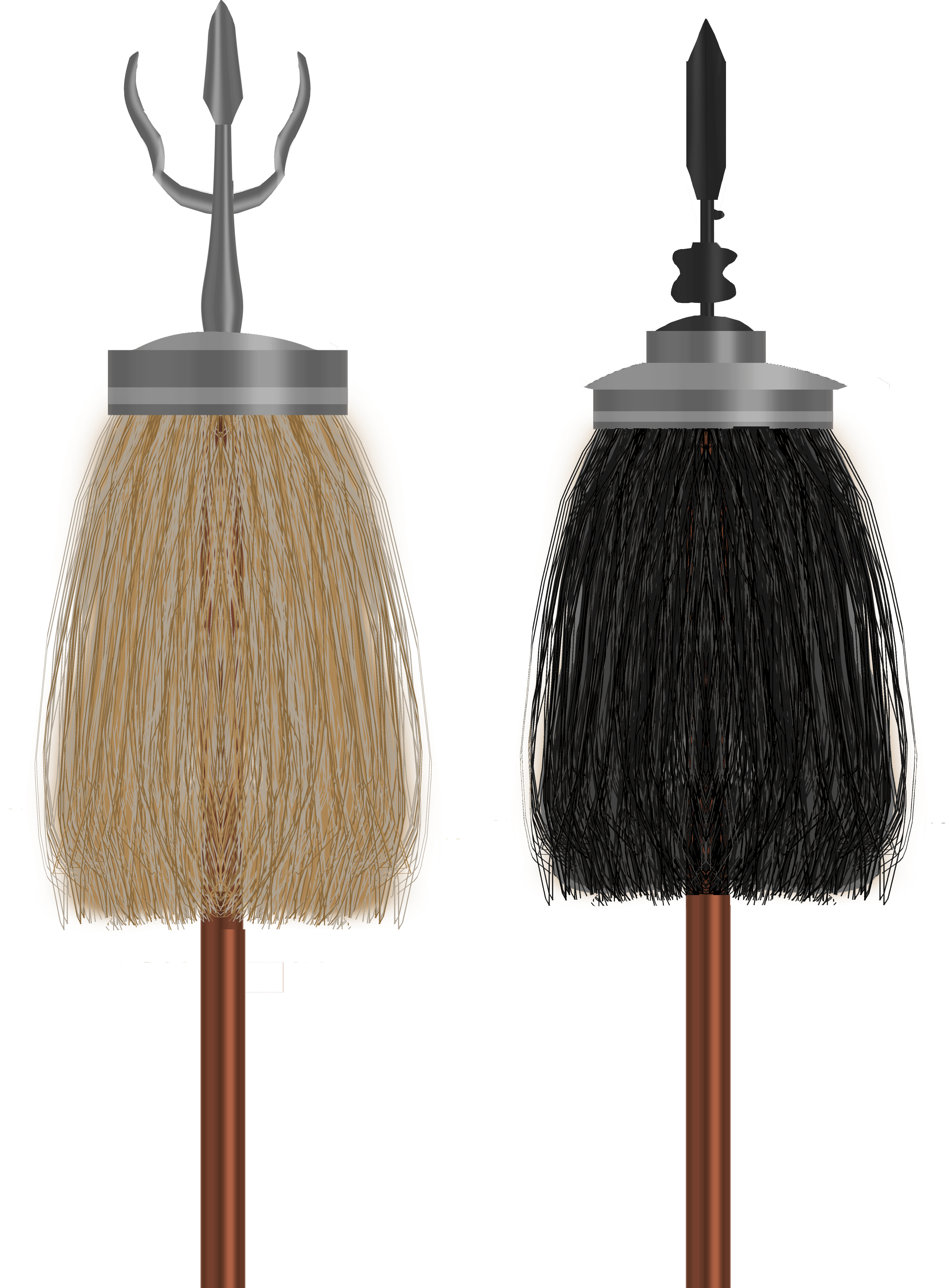
Buńczuki mongolskie, XIII wiek

Buńczuk – wywodzący się z czasów starożytnych znak rozpoznawczy pochodzenia azjatyckiego, składający się z drzewca zakończonego kulą lub grotem, ozdobionego końskim włosiem pochodzącym z ogona.
Buńczuk stanowił symbol władzy w armii mongolskiej i tureckiej, oraz wojskach tatarskich i kozackich. Składał się z ogona jaka lub konia, umieszczonego w misternie uplecionej siatce i powieszony na długim drzewcu zakończonym metalowym emblematem. Odpowiedzialnymi za niego w armii Osmanów byli piesi buńczuczni, którzy zatykali je w miejscu obozowiska przed namiotem dostojnika (1-7 buńczuków w zależności od rangi) lub sułtana (7-9 znaków), a w czasie walki starali się trzymać nieco z tyłu właściciela, aby w razie porażki móc wycofać je jak najszybciej i nie oddać ich w ręce wroga. W innych armiach zdarzały się specjalne wersje dla konnych, których buńczuki składały się z umocowanego na krótszym drzewcu, poziomego drążka, na którym wieszano po kilka końskich ogonów, oprawionych w srebrne lub mosiężne gałki (ze staropol. buńczuki dwutulne, trzytulne itd. w zależności od liczby ogonów). Czasem buńczuki wieszano sposobem Persów i Polaków na szyjach końskich dla ozdoby, oprawiając w siatkę z jedwabiu i klejnoty (tzw. buńczuk-podgardle).

## W Wojsku Polskim

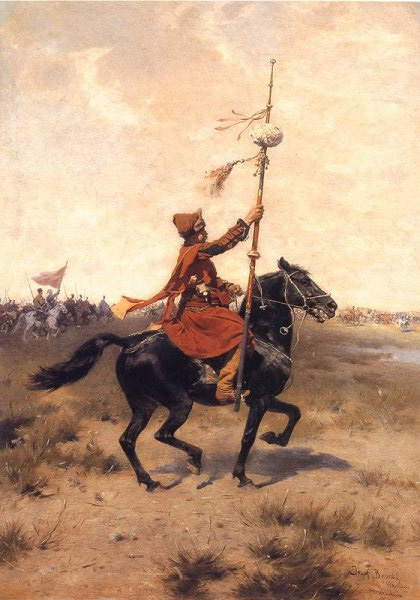
Józef Brandt – „Buńczuczny”

W XVII w. upowszechnił się w wojskach Rzeczypospolitej w wyniku orientalizacji znaku hetmańskiego.
Był powszechnie używany jako znak dowódców. Stosowano go początkowo głównie w chorągwiach tatarskich, a później i w innych, gdzie służył jako symbol władzy oraz środek do przekazywania sygnałów dowodzenia. Posługiwano się nim także w jeździe narodowej oraz w kawalerii polskiej okresu międzywojennego. 9 sierpnia 1946 roku., w pierwszą rocznicę zakończenia drugiej wojny światowej, szwadronowi szkolnemu Oficerskiej Szkoły Piechoty i Kawalerii w Krakowie wręczono buńczuk ufundowany przez Związek Samopomocy Chłopskiej. Buńczuk ten składał się z drzewca zakończonego półksiężycem i pękiem wstęg oraz z poprzeczki z zawieszonymi na niej dwoma ogonami, tj. pękami włosia końskiego w jedwabnej plecionce. Szwadron używał go we wszystkich oficjalnych wystąpieniach w asyście pocztu złożonego z najlepszych podchorążych. Po likwidacji szwadronu buńczuk pozostał w szkole, potem przechowywany był w zbiorach Wyższej Szkoły Oficerskiej Wojsk Zmechanizowanych im. T. Kościuszki we Wrocławiu.

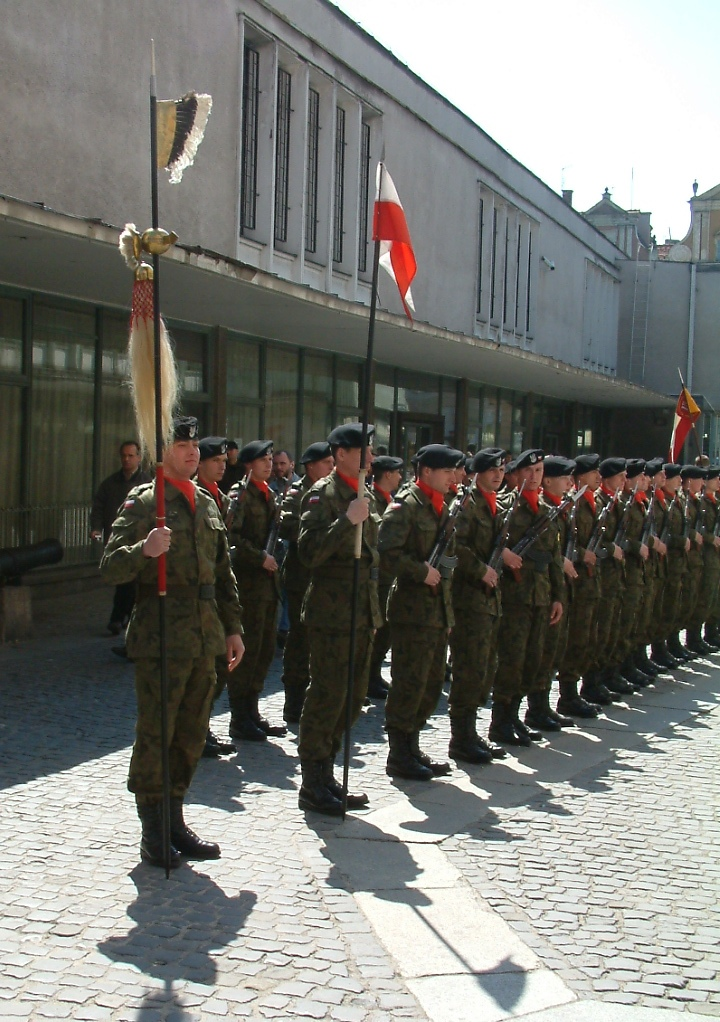
Żołnierze 1 batalionu czołgów 15 BKPanc z buńczukiem

Dziś używany w formacjach odwołujących się do tradycji kawaleryjskich. Współczesny buńczuk składa się z niklowanej lancy długości 270 cm, zakończonej grotem. Przy grocie zawieszony jest na niklowanym łańcuszku czarny ogon z włosa końskiego oraz proporczyk w barwach narodowych. Pododdział, któremu zostaje nadany tytuł honorowy „Wzorowy Pododdział” otrzymuje wraz z buńczukiem gwóźdź okolicznościowy z wygrawerowanymi inicjałami nazwy jednostek, datą nadania, który umieszcza się na lancy buńczuka. Gdy pododdział trzykrotnie otrzyma ten tytuł, otrzymuje on buńczuk na własność. Buńczuk towarzyszy pododdziałowi w wystąpieniach z okazji świąt państwowych i wojskowych oraz innych uroczystości.